# Deiregyne alinae
Deiregyne alinae là một loài thực vật có hoa trong họ Lan. Loài này được Szlach. mô tả khoa học đầu tiên năm 1992.